# The Rising (album Bruce Springsteen)
The Rising è il dodicesimo album in studio del cantautore statunitense Bruce Springsteen, pubblicato il 30 luglio 2002 dalla Columbia Records.
È il primo album pubblicato dall'artista in sette anni, nonché il primo inciso con la E Street Band dopo diciotto anni. I testi riflettono la delicata situazione statunitense dopo gli attentati dell'11 settembre 2001.

## Tracce
1. Lonesome Day
2. Into the Fire
3. Waitin' on a Sunny Day
4. Nothing Man
5. Countin' on a Miracle
6. Empty Sky
7. Worlds Apart
8. Let's Be Friends (Skin to skin)
9. Further on (Up the Road)
10. The Fuse
11. Mary's Place
12. You're Missing
13. The Rising
14. Paradise
15. My City of Ruins

## Formazione
- Bruce Springsteen - voce, chitarra, armonica a bocca, tromba, sitar, oboe, clarinetto, violoncello
- Tiffany Andrews - cori
- David Angell - violino
- Larry Antonio - cori
- Roy Bittan - organo, pianoforte, tastiere
- Clarence Clemons - sassofono, cori
- David Davidson - violino
- Connie Ellisor - violino
- Danny Federici - organo, fisarmonica
- Jere Flint - violoncello
- Lee Larrison - violino
- Nils Lofgren - banjo, chitarra, dobro, cori
- Edward Manion - sassofono
- Brendan O'Brien - Glockenspiel
- Lynn Peithman - violoncello
- Mark Pender - tromba
- Carl Rabinowitz - violoncello
- Richie Rosenberg - trombone
- Jane Scarpantoni - violoncello
- Patti Scialfa - cori
- Pamela Sixfin - violino
- Michael Spengler - tromba
- Garry Tallent - basso
- Julie Tanner - violoncello
- Soozie Tyrell - violino, cori
- Alan Umstead - violino
- Mary Kathryn Vanosdale - violino
- Steven Van Zandt - mandolino, chitarra, cori
- Jerry Vivino - sassofono
- Max Weinberg - batteria
- Kris Wilkinson - violoncello

## Classifiche
| Classifica (2002) | Posizione massima |
| ----------------- | ----------------- |
| Canada            | 1                 |
| Italia            | 1                 |
| Regno Unito       | 1                 |
| Stati Uniti       | 1                 |